# ケントゥリア
ケントゥリア（Centuria）は、「百」から派生した、「百（人）の集まり」を表すラテン語。

## 解説
古代ローマ時代には、軍事単位（「百人隊」）や政治単位（「百人組」）などとして用いられた。英語のセンチュリー (Century) やフランス語のサンチュリ (Centurie) は、この語から派生したものである。王政ローマから帝政ローマに至るまで社会制度、あるいは軍事制度として存在していたため、その定義は時代によって差異が生じる。とくにマリウスの軍制改革前後などで大きな差異が見られ、構成人数や集団の呼称も多少異なる。

## 沿革
伝説によると、初代ロームルス王の時代に既に騎兵ケントゥリアが3つ定められており、その定員を5代目タルクィニウス・プリスクス王が倍増したとされる。他の兵種の部隊が整備されるのは6代目セルウィウス・トゥッリウスの治世である。この先進的な王は自軍の現状を把握するために初めてローマの国勢調査を行い、ローマ軍を構成する市民を財産に応じて6つの階級で分け、さらに各自の階級ごとを100人からなる集団で細かく分けた。そしてケントゥリアは全部で193に構成された。また定員数は必ずしも100とは限らず、同じ階級で兵士を揃えることが優先されたので各々の数にバラつきがあった。また初期においては、この集団は以下で述べるようにローマの民会の社会制度（ケントゥリア民会）としての役割も担っていた。最終的に紀元前241年にトリブスが35まで拡張されると、総ケントゥリア数は373となった。
ケントゥリアがよりローマ軍の軍制としての傾向を強めていくのはマリウスの軍制改革に始まる。それまで兵士各自の所得に応じて区分されていた軍団を再編成、今まで兵役を免れていた無産階級にも登用の門戸を開き、貧富の差、年齢の区別をなくし、それまで軍の中心的役割を担っていたマニプルスに代わりコホルスとケントゥリアがローマ軍の要となる。とくに、今まで軍事的には兵士の単位程度の意味に過ぎなかったケントゥリアに軍事的な重要性が大幅に強まった。
しかしながらケントゥリアの兵士は公職選挙の投票権もあったので、これを利用してマリウスは配下のケントゥリアを自分の政治的基盤とする。そしてマリウスに続くスッラ、ポンペイウス、そしてユリウス・カエサルも倣った。

## 定義

### 軍事的定義
日本語では「百人隊」、「百夫隊」と訳されることが多い。王政・共和政中期までは単に兵士の集団単位であったが、ガイウス・マリウスによってローマ軍団の枢要な戦略的単位に変貌を遂げる。80人で構成されるケントゥリアは、後代の理想的な構成の場合、部隊内は10個コントゥベルニウム（8人からなるローマ軍の最小構成単位。8人は、一つのテント分の人数でもある）から成り立っていた。また2個ケントゥリアで1個マニプルス（中隊）を形成し、3個マニプルス（＝6個ケントゥリア）で1個コホルス（歩兵大隊）を形成した。
ひとつのケントゥリアには指揮官として先頭に立つケントゥリオ（百人隊長）が1人、副官として最後尾に立つオプティオ（百人副長）が1人、そして78人の軍団兵によって成り立っていた。この78人の軍団兵は戦闘の際には6人からなる縦列を13列横に束ね、密集して敵と対峙した。ただし兵数が定員通りだったのは稀で、実際は60名程から80名までの差異があった。

### 政治的定義
この場合、日本語では「百人組」と訳されることが多い。もともと軍事的な集団単位であったケントゥリアは政治的な意味もこの用法でのケントゥリアは、共和政ローマの古い民会「ケントゥリア民会」の投票単位を意味した。軍事上の百人隊に基づき、一つの百人隊の母体となる集団で一組となり一票を持った。従ってケントゥリアの持つ票は集団の総意によって決められた。また193あったケントゥリアのうち98は軍事上の重要性の高い富裕階層によって占められていたので、実質的には貧しい者の民意は反映されることはほとんどなかった。のちにトリブス民会の影響を受けて居住トリブスごとにケントゥリアが割り振られた。

### 単位としての定義
また「ケントゥリア」は農地面積の単位としても用いられている。1ケントゥリアは200ユゲラ（jugera, 単数はjugerum）で、現代でいえば約50ヘクタールに当たる。

## 他言語での派生語

### 英語
英語での派生語は、センチュリー(Century)である。ラテン語の語義を引き継ぐ形で、「百の集まり」、「百人隊」の意味もあるが、現在は専ら「百の年の集まった期間」即ち「世紀」の意味で用いられる。

### フランス語
フランス語での派生語は、サンチュリ(Centurie)である。ラテン語からの借用語として、13世紀以降用いられるようになった。そこでの用法は、歴史用語として、古代ローマの「百人組」や「百人隊」などの意味に用いられるのが普通であり、現在でも基本的にはそうである。
しかしながら、19世紀のラルース百科事典や20世紀のTLF (Trésor de la langue française ; Dictionnaire de la langue du XIXe et du XXe siècle (1789-1960), 1971-1994)を繙くと、文学的な用法として、「世紀単位で区切られた歴史書」という意味が載っている。これは、『マクデブルクのサンチュリ Centuries de Magdebourg 』（バーゼル、1559-1574年）に由来する用法である。同書は13巻本のプロテスタントの歴史書であり、世紀ごとに区切って叙述した単位をサンチュリと称していたのである（なお、誤解のないように付言しておくが、「世紀」を意味する一般的なフランス語はシエクル siècle であり、普通サンチュリを用いることはない）。

#### レ・サンチュリ
現代では、この複数形に定冠詞を付けてレ・サンチュリとした場合は、ノストラダムスの予言集の通称として広く用いられている（現代フランスのラルース百科事典は、この意味でのサンチュリを、本来のサンチュリとは分けて、独立した項目として扱っている）。

##### 起源
ノストラダムスの四行詩集がレ・サンチュリと呼ばれるのは、百篇の四行詩をひとまとまりとした単位として、サンチュリが用いられているからである（ミシェル・ノストラダムス師の予言集#百詩篇集も参照）。ただし、四行詩集の単位にサンチュリを用いたのは、ノストラダムスが最初ではない。彼の予言集の初版刊行の3年前に、ギヨーム・ド・ラ・ペリエールが詩集『四界の考察 Les considérations des quatre mondes 』（リヨン、1552年）において、百篇の四行詩のまとまりをサンチュリと称している。ノストラダムスは、この詩集のことをおそらく知っていたものと推測されている（ちなみに、この詩集を出版した業者マセ・ボノムは、彼の予言集初版を刊行することになる業者である）。

##### 派生的誤用
ノストラダムス予言集の単位にサンチュリが用いられた結果、16世紀から17世紀にかけて彼を模倣した占星術師たちの中には、サンチュリを単なる「予言」や「（1ないし数篇の）四行詩」の意味で誤用する者が次々と現れるようになった（ピエール・ド・ラリヴェのように、正しく四行詩を百篇集めたものをサンチュリと称したケースもあるが、これはむしろ例外的なものである）。
彼らの「サンチュリ」は、単なる散文であったり、単独の四行詩であったりと、本来の語義である「百の集まり」とは、大きく乖離したものであった。なお、前掲TLFでは、ここからの派生と思われる「サンチュリを作る faire une centurie 」（1篇の予言的な詩篇を作ること）という熟語が紹介されている。
ノストラダムス以後、サンチュリと冠した作品を刊行した占星術師には次の者たちがいる。
- アントワーヌ・クレスパン

厳密にはタイトルに用いたことはないが、著書の一部で、四行詩1篇を添えた散文をサンチュリと称している。
- アンベール・ド・ビリー
- ノエル＝レオン・モルガール
- フランソワ・ラバン
- ジャン・ブロ
- ピエール・ド・ラリヴェ
- マチュー・ランスベール

『マチュー・ランスベール師によって構成された1679年向けの予言と新たなるサンチュリ』（リエージュ、1678年頃）。刊行時期が遅いため、おそらく別人の手になる偽書。
このほか、マザリナードの中に、『ジュール・マザランの出生に関するサンチュリ』（1649年）や『予言的大虐殺あるいは百のサンチュリ La Hécatombe prophétique, ou les Cent centuries 』（1652年）などのように「予言」の意味で誤用しているものがあった。